# William Bernström
Henrik William Petter Bernström, född 19 april 1879 i Göteborg, död 24 maj 1968 i Göteborgs Haga, var en svensk målare.
Bernström studerade konst vid Valands målarskola i Göteborg och Tekniska skolan i Stockholm som följdes upp med studier vid Konstakademien 1899-1903 och en kortare studietid i Köpenhamn. Under studietiden vid akademien fick han fina vitsord och stipendier samt den Kungliga medaljen 1903. Bernström är ett tragiskt konstnärsöde då han 1905 intogs på sinnessjukhus först på Sankt Jörgens sjukhus där han vistades den längsta tiden och senare på Lillhagens sjukhus. I hans konst från ungdomsåren framställer han sig som en akademiker, porträtten uppvisar en tydlig influens av Rembrant och han var en skicklig marinmålare ofta med verk i stora format. 1949 ställdes målningen Vinga Sand ut på Rapps konsthandel i Stockholm och målningen mätte 218x275 cm, övriga stora monumentalmålningar var figurkompositionen Job som kom att bli hans sista stora arbete. I målningen framställde han ett stort antal figurer i naturlig storlek. Medan hans målningar i mindre format ofta framställer mariner, landskap och arbetssituationer. Eftersom hans produktion under ungdomsåren inte ställdes ut och ytterst sällan såldes kom hans konstnärskap och hans tidigare konst att gå spårlöst förbi. Mer uppmärksammad blev den konst han producerade under sin sjukdomstid. När hans konst förekom i pressen nämndes inte hans namn utan han beskrevs som plankstrykaren från Hökälla. Fram till 1927 då hans intresse för målning upphörde målade han konstverk på planken som fanns på Sankt Jörgens som var av ett betydande konstnärligt intresse. Målningarna utfördes i ett obeständigt material och enligt en uppgift målade han med en blandning av jord och tuggat bröd så verken finns bara bevarade genom fotografier. Konsten visar spår av hans sinnessjukdom men bär tydliga spår av kunnighet som han skaffade sig under läroåren och har som i Carl Fredrik Hill och Ernst Josephson sjukhusproduktion en skaparförmåga med ökad frihet och modulerade uttryck. Att han vid första världskriget inte tankemässigt slutit sig helt vittnar en del målningar där han illustrerat politiska händelser och bilder som uttrycker en vånda över människans villkor. Doktor Hans Forssman skrev 1946 en artikel om de sinnessjukas konst där han återger ett par reproduktioner av Bernströms plankmålningar.